# Jack Sherman
Jack Sherman (Miami, 18 de janeiro de 1956 - Savannah, 18 de agosto de 2020) foi um músico norte-americano, integrante da banda de rock Red Hot Chili Peppers. Jack entrou na banda em 1983 junto com o baterista Cliff Martinez, em substituição, respectivamente, de Hillel Slovak (guitarra) e de Jack Irons, que voltariam a integrar a banda em 1984 para a gravação de seu segundo álbum, Freaky Styley. Ele teria saído da banda por problemas de relacionamento com Anthony Kiedis, que achava que Jack era "politicamente correto" demais para o estilo do grupo. Sherman, mais tarde, fez apoio vocal em canções da banda de 1989 "Good Time Boys" e seu hit "Higher Ground".
O Red Hot Chili Peppers foi induzido no Rock and Roll Hall of Fame, mas apenas três dos oito guitarristas que passaram pela banda foram induzidos: Hillel Slovak, John Frusciante e Josh Klinghoffer. O que deixou Sherman chateado, por ter gravado o primeiro álbum do grupo, além de ter composto músicas do segundo. Em entrevista à Billboard, ele afirmou ter apelado aos antigos companheiros, que apenas informaram que foi decisão da organização. “Aparentemente foi uma decisão política para omitir a mim e a Dave Navarro". "É muito doloroso ver tudo essa celebração acontecendo e ser excluído". Eu não estou dizendo que eu trouxe outra coisa para a banda... mas ter batalhado em condições difíceis para tentar fazer a coisa funcionar, e eu acho que isso é o que você faz em um trabalho, olhar para trás. E isso tem sido desonrado". Já o advogado da banda disse: "Não é uma decisão tomada pela banda, é uma decisão tomada pelo Hall of Fame".
Sherman morreu em 18 de agosto de 2020, aos 64 anos, em sua casa em Savannah, Geórgia, vítima de um enfarte agudo do miocárdio.